# Campionatul European de Handbal Feminin din 2024 - Echipele
Lista de mai jos cuprinde echipele naționale care concurează la Campionatul European de Handbal Feminin din 2024, desfășurat în Austria, Ungaria și Elveția, între 28 noiembrie și 15 decembrie 2024.
Fiecare echipă finală este alcătuită din 20 de jucătoare, din care maxim 16 vor fi înscrise pe foaia de joc a fiecărui meci. Cel mult șase handbaliste vor putea fi înlocuite în perioada turneului, înlocuitoarele provenind din lotul lărgit al fiecărei echipe, cuprinzând 35 de jucătoare.
Numărul de selecții și de goluri este cel valabil înainte de începerea competiției, pe 28 noiembrie 2024.

## Grupa A

### Macedonia de Nord
Echipa lărgită a fost anunțată pe 29 octombrie 2024.
Antrenor principal:  Kristijan Grcevski
Antrenor secund:  Darko Janev
| Nr. | Post                | Nume                  | Data nașterii (vârsta) | Înălțime | Selecții | Goluri | Echipă                    |
| --- | ------------------- | --------------------- | ---------------------- | -------- | -------- | ------ | ------------------------- |
| 1   | portar              | Matea Ciurlinovska    | 6 decembrie 2005       | 1,74 m   | 1        | 0      | ŽRK Despina               |
| 9   | centru              | Nena Nestoroska       | 18 mai 2005            | 1,74 m   | 0        | 0      | ŽRK Kumanovo              |
| 10  | intermediar stânga  | Ana Marija Kolarovska | 18 august 2002         | 1,73 m   | 3        | 8      | ŽRK Gjorče Petrov Skopje  |
| 12  | portar              | Dragana Petkovska     | 12 iunie 1996          | 1,75 m   | 7        | 0      | PDO Handball Salerno 1985 |
| 13  | pivot               | Ivana Djatevska       | 13 aprilie 2003        | 1,78 m   | 23       | 10     | Kisvárdai KC              |
| 15  | intermediar stânga  | Marija Jankulovska    | 2 noiembrie 2005       | 1,75 m   | 5        | 2      | ŽRK Metalurg              |
| 17  | extremă dreapta     | Teodora Dukoska       | 10 iunie 2004          | 1,70 m   | 5        | 0      | ŽRK Çair Skopje           |
| 18  | intermediar dreapta | Elena Gjeorgjievska   | 27 martie 1990         | 1,80 m   | 53       | 188    | Energa Szczypiorno Kalisz |
| 19  | intermediar dreapta | Iva Mladenovska       | 14 ianuarie 2007       | 1,80 m   | 9        | 12     | Brest Bretagne Handball   |
| 22  | centru              | Bojana Dinevska       | 7 octombrie 2000       | 1,63 m   | 2        | 2      | ŽRK Çair Skopje           |
| 26  | portar              | Jovana Micevska       | 26 iulie 2000          | 1,76 m   | 21       | 1      | CSM Slatina               |
| 30  | intermediar dreapta | Jovana Kiprijanovska  | 30 decembrie 2001      | 1,84 m   | 20       | 17     | Sambre Avesnois Handball  |
| 31  | intermediar stânga  | Andrea Sedloska       | 6 martie 2003          | 1,83 m   | 14       | 22     | RK Lokomotiva Zagreb      |
| 32  | centru              | Ivana Arsenievska     | 8 decembrie 2003       | 1,75 m   | 12       | 5      | CSM Unirea Slobozia       |
| 33  | extremă dreapta     | Sara Ristovska        | 9 septembrie 1996      | 1,69 m   | 56       | 272    | CS Rapid București        |
| 41  | intermediar stânga  | Sara Stefanoska       | 11 ianuarie 2005       | 1,78 m   | 1        | 1      | ŽORK Jagodina             |
| 58  | intermediar stânga  | Simona Madjovska      | 2 noiembrie 1993       | 1,81 m   | 37       | 68     | BSV Sachsen Zwickau       |
| 71  | extremă stânga      | Jovana Sazdovska      | 25 iunie 1993          | 1,77 m   | 45       | 124    | CSM Slatina               |
| 93  | pivot               | Katerina Damjanoska   | 19 mai 2003            | 1,73 m   | 4        | 3      | ŽRK Gjorče Petrov Skopje  |

### Suedia
Echipa a fost anunțată pe 31 octombrie 2024. Pe 25 noiembrie 2024 Daniela de Jong a fost retrasă din echipă din cauza unei accidentări.
Antrenor principal:  Tomas Axnér
Antrenor secund:  Johanna Wiberg
Antrenor pentru portari:  Thomas Forsberg
| Nr. | Post                | Nume                     | Data nașterii (vârsta) | Înălțime | Selecții | Goluri | Echipă              |
| --- | ------------------- | ------------------------ | ---------------------- | -------- | -------- | ------ | ------------------- |
| 1   | portar              | Johanna Bundsen          | 3 iunie 1991           | 1,85 m   | 155      | 6      | HB Ludwigsburg      |
| 2   | extremă stânga      | Clara Lerby              | 8 mai 1999             | 1,72 m   | 10       | 28     | EH Aalborg          |
| 6   | centru              | Carin Strömberg          | 10 iulie 1993          | 1,84 m   | 157      | 226    | Vipers Kristiansand |
| 7   | pivot               | Linn Blohm               | 20 mai 1992            | 1,80 m   | 177      | 524    | Győri Audi ETO KC   |
| 8   | intermediar stânga  | Jamina Roberts (căpitan) | 28 mai 1990            | 1,76 m   | 244      | 641    | Vipers Kristiansand |
| 11  | intermediar stânga  | Tyra Axnér               | 18 martie 2002         | 1,78 m   | 45       | 77     | Metz Handball       |
| 16  | portar              | Jessica Ryde             | 18 mai 1994            | 1,85 m   | 59       | 0      | Debreceni VSC       |
| 17  | intermediar dreapta | Nina Dano                | 12 iunie 2000          | 1,72 m   | 57       | 103    | IK Sävehof          |
| 21  | portar              | Evelina Eriksson         | 20 august 1996         | 1,84 m   | 43       | 1      | CSM București       |
| 23  | intermediar dreapta | Emma Lindqvist           | 17 septembrie 1997     | 1,77 m   | 99       | 206    | Ikast Håndbold      |
| 24  | extremă dreapta     | Nathalie Hagman          | 19 iulie 1991          | 1,67 m   | 232      | 871    | SCM Râmnicu Vâlcea  |
| 29  | intermediar stânga  | Kristin Thorleifsdóttir  | 13 ianuarie 1998       | 1,82 m   | 71       | 102    | Debreceni VSC       |
| 35  | pivot               | Sofia Hvenfelt           | 23 aprilie 1996        | 1,80 m   | 32       | 37     | HB Ludwigsburg      |
| 38  | extremă stânga      | Elin Hansson             | 7 august 1996          | 1,73 m   | 85       | 214    | Team Esbjerg        |
| 42  | centru              | Jenny Carlson            | 17 aprilie 1995        | 1,72 m   | 71       | 200    | HB Ludwigsburg      |
| 49  | pivot               | Olivia Löfqvist          | 13 iulie 1998          | 1,77 m   | 19       | 18     | Storhamar HE        |
| 22  | extremă dreapta     | Clara Petersson Bergsten | 28 mai 2002            | 1,62 m   | 6        | 9      | Skuru IK            |

### Turcia
O echipă cu 23 de jucătoare a fost anunțată pe 6 noiembrie 2024.
Antrenor principal:  Costică Buceschi
Antrenor secund:  Yeliz Yılmaz
Antrenor pentru portari:  Ragıp Demirman
| Nr. | Post                | Nume                   | Data nașterii (vârsta) | Înălțime | Selecții | Goluri | Echipă                      |
| --- | ------------------- | ---------------------- | ---------------------- | -------- | -------- | ------ | --------------------------- |
| 2   | intermediar dreapta | Beyza Gedik            | 15 decembrie 2000      | 1,75 m   | 31       | 78     | Armada Praxis Yɑlıkɑvɑkspor |
| 5   | extremă stânga      | Beyzanur Türkyılmaz    | 29 august 2001         | 1,65 m   | 0        | 0      | Adasokağı SK                |
| 8   | pivot               | Cansu Akalın           | 25 august 1998         | 1,82 m   | 24       | 50     | Adasokağı SK                |
| 9   | intermediar stânga  | Aslı İskit Çalışkan    | 7 decembrie 1993       | 1,78 m   | 72       | 242    | SCM Craiova                 |
| 10  | extremă stânga      | Sıla Aydın             | 11 aprilie 1996        | 1,68 m   | 30       | 72     | Młyny Stoisław Koszalin     |
| 11  | intermediar dreapta | Döne Gül Bozdoğan      | 3 februarie 1999       | 1,72 m   | 30       | 43     | CSM Slatina                 |
| 13  | extremă dreapta     | Bilgenur Öztürk        | 26 iunie 1999          | 1,71 m   | 14       | 36     | Armada Praxis Yɑlıkɑvɑkspor |
| 14  | pivot               | Nurceren Akgün Göktepe | 20 iunie 1992          | 1,78 m   | 72       | 127    | Armada Praxis Yɑlıkɑvɑkspor |
| 15  | centru              | Betül Karaaslan        | 15 mai 2002            | 1,68 m   | 1        | 2      | Házená Kynžvart             |
| 16  | intermediar stânga  | Buğu Sönmez            | 1 ianuarie 2006        | 1,82 m   | 0        | 0      | Anadolu Üniversitesi GSK    |
| 17  | extremă stânga      | Beyza İrem Türkoğlu    | 4 februarie 1997       | 1,76 m   | 27       | 103    | SCM Gloria Buzău            |
| 18  | portar              | Yağmur Bembeyaz        | 25 iunie 1999          | 1,80 m   | 3        | 0      | Üsküdar BSK                 |
| 20  | centru              | Gülcan Tügel           | 10 iulie 2000          | 1,73 m   | 18       | 43     | Adasokağı SK                |
| 21  | intermediar stânga  | Betül Yılmaz (căpitan) | 31 octombrie 1998      | 1,77 m   | 85       | 182    | Bursa Büyükşehir Belediyesi |
| 22  | extremă dreapta     | Emine Gökdemir         | 1 februarie 2003       | 1,68 m   | 18       | 27     | Bursa Büyükşehir Belediyesi |
| 23  | centru              | Yasemin Şahin          | 25 iunie 1988          | 1,68 m   | 96       | 341    | Üsküdar BSK                 |
| 26  | intermediar stânga  | Didem Hoşgör           | 2 octombrie 1991       | 1,80 m   | 29       | 34     | Energa Szczypiorno Kalisz   |
| 28  | extremă dreapta     | Ayşenur Kara           | 24 iunie 1999          | 1,65 m   | 9        | 13     | Görele Belediyesi SK        |
| 58  | portar              | Merve Erbektaş         | 15 aprilie 1996        | 1,82 m   | 36       | 7      | CSM Slatina                 |
| 61  | intermediar dreapta | Edanur Çetin           | 30 mai 2000            | 1,72 m   | 6        | 10     | Bursa Büyükşehir Belediyesi |
| 67  | intermediar dreapta | Zeynepnur Ulukoz       | 9 mai 2000             | 1,68 m   | 9        | 10     | Bursa Büyükşehir Belediyesi |
| 87  | portar              | Ceyhan Coşkunsu        | 14 mai 2002            | 1,82 m   | 0        | 0      | Adasokağı SK                |
| 99  | pivot               | Ceren Demirçelen       | 23 februarie 1999      | 1,72 m   | 36       | 82     | Bursa Büyükşehir Belediyesi |

### Ungaria
Echipa de 19 jucătoare a fost anunțată pe 13 noiembrie 2024.
Antrenor principal:  Vladimir Golovin
Antrenor secund:  Zoltán Szilágyi
Antrenor pentru portari:  Péter Tatai
| Nr. | Post                | Nume                    | Data nașterii (vârsta) | Înălțime | Selecții | Goluri | Echipă                         |
| --- | ------------------- | ----------------------- | ---------------------- | -------- | -------- | ------ | ------------------------------ |
| 4   | pivot               | Petra Füzi-Tóvizi       | 15 martie 1999         | 1,78 m   | 84       | 102    | Debreceni VSC                  |
| 5   | centru              | Luca Csíkos             | 1 ianuarie 2005        | 1,80 m   | 0        | 0      | Váci NKSE                      |
| 6   | extremă stânga      | Nadine Szöllősi-Schatzl | 19 noiembrie 1993      | 1,74 m   | 124      | 305    | Moyra-Budaörs Handball         |
| 11  | intermediar dreapta | Anna Albek              | 2 decembrie 2001       | 1,89 m   | 38       | 40     | Mosonmagyaróvári KC SE         |
| 16  | portar              | Blanka Böde-Bíró        | 22 septembrie 1994     | 1,87 m   | 125      | 3      | FTC-Rail Cargo Hungaria        |
| 19  | extremă stânga      | Gréta Márton            | 3 octombrie 1999       | 1,73 m   | 89       | 202    | FTC-Rail Cargo Hungaria        |
| 28  | intermediar dreapta | Nikoletta Papp          | 23 iulie 1996          | 1,82 m   | 56       | 70     | SCM Gloria Buzău               |
| 31  | portar              | Zsófi Szemerey          | 2 iunie 1994           | 1,83 m   | 28       | 0      | Metz Handball                  |
| 33  | centru              | Nikolett Tóth           | 13 iulie 2001          | 1,75 m   | 0        | 0      | Debreceni VSC                  |
| 32  | pivot               | Noémi Pásztor           | 2 aprilie 1999         | 1,78 m   | 43       | 39     | CSM București                  |
| 38  | centru              | Petra Vámos             | 14 septembrie 2000     | 1,75 m   | 78       | 205    | Metz Handball                  |
| 42  | intermediar dreapta | Katrin Klujber          | 21 aprilie 1999        | 1,70 m   | 85       | 450    | FTC-Rail Cargo Hungaria        |
| 44  | intermediar stânga  | Gréta Kácsor            | 24 aprilie 2000        | 1,76 m   | 45       | 67     | CS Gloria 2018 Bistrița-Năsăud |
| 48  | extremă dreapta     | Dorottya Faluvégi       | 31 martie 1998         | 1,70 m   | 41       | 65     | HB Ludwigsburg                 |
| 58  | pivot               | Réka Bordás             | 26 august 1997         | 1,85 m   | 62       | 54     | FTC-Rail Cargo Hungaria        |
| 59  | intermediar stânga  | Csenge Kuczora          | 26 ianuarie 2000       | 1,76 m   | 47       | 159    | Thüringer HC                   |
| 61  | portar              | Kinga Janurik           | 6 noiembrie 1991       | 1,76 m   | 71       | 1      | FTC-Rail Cargo Hungaria        |
| 66  | extremă dreapta     | Viktória Győri-Lukács   | 31 octombrie 1995      | 1,68 m   | 127      | 378    | Győri Audi ETO KC              |
| 77  | centru              | Petra Simon             | 12 noiembrie 2004      | 1,68 m   | 28       | 74     | FTC-Rail Cargo Hungaria        |

## Grupa B

### Cehia
Echipa a fost anunțată pe 25 noiembrie 2024.
Antrenor principal:  Bent Dahl
Antrenor secund:  Geir Oustorp
Antrenor pentru portari:  Martin Galia
| Nr. | Post                | Nume                   | Data nașterii (vârsta) | Înălțime | Selecții | Goluri | Echipă                  |
| --- | ------------------- | ---------------------- | ---------------------- | -------- | -------- | ------ | ----------------------- |
| 4   | extremă stânga      | Kristýna Königová      | 24 septembrie 2003     | 1,68 m   | 52       | 104    | Házená Kynžvart         |
| 8   | intermediar stânga  | Simona Schreibmeierová | 10 martie 2005         | 1,84 m   | 0        | 0      | DHC Slavia Praga        |
| 20  | intermediar stânga  | Veronika Andrýsková    | 24 mai 1997            | 1,92 m   | 55       | 46     | Neckarsulmer SU         |
| 22  | intermediar dreapta | Markéta Šustáčková     | 9 aprilie 1997         | 1,74 m   | 74       | 117    | Molde Elite             |
| 24  | intermediar stânga  | Eliška Desortová       | 19 aprilie 2000        | 1,75 m   | 46       | 114    | HC DAC Dunajská Streda  |
| 27  | portar              | Patricie Wizurová      | 1 iunie 2005           | 1,85 m   | 5        | 0      | DHC Sokol Poruba        |
| 31  | pivot               | Alena Stellnerová      | 22 august 1989         | 1,70 m   | 85       | 78     | Sokol Písek             |
| 33  | portar              | Petra Kudláčková       | 17 octombrie 1994      | 1,73 m   | 150      | 4      | HC Zlín                 |
| 34  | centru              | Julie Franková         | 4 octombrie 2000       | 1,79 m   | 70       | 84     | DHC Slavia Praga        |
| 35  | intermediar dreapta | Valerie Smetková       | 10 ianuarie 2001       | 1,72 m   | 39       | 116    | DHK Baník Most          |
| 38  | extremă dreapta     | Anna Franková          | 2 octombrie 1996       | 1,70 m   | 53       | 70     | TuS Metzingen           |
| 42  | pivot               | Katka Dresslerová      | 21 mai 1998            | 1,70 m   | 18       | 4      | Házená Kynžvart         |
| 44  | extremă dreapta     | Dominika Zachová       | 4 iunie 1996           | 1,75 m   | 119      | 226    | DHK Baník Most          |
| 51  | intermediar stânga  | Markéta Jeřábková      | 8 februarie 1996       | 1,74 m   | 161      | 759    | Ikast Håndbold          |
| 67  | extremă stânga      | Veronika Malá          | 6 mai 1994             | 1,70 m   | 157      | 556    | HB Ludwigsburg          |
| 79  | portar              | Sabrina Novotná        | 2 iulie 2000           | 1,83 m   | 59       | 2      | TJ Sokol Lázně Kynžvart |
| 96  | intermediar stânga  | Charlotte Cholevová    | 29 iulie 2002          | 1,73 m   | 94       | 437    | SCM Râmnicu Vâlcea      |

### Muntenegru
Antrenor principal:  Suzana Lazović
Antrenor secund:  Igor Marković
Antrenor pentru portari:  Sonja Barjaktarović
| Nr. | Post                | Nume                | Data nașterii (vârsta) | Înălțime | Selecții | Goluri | Echipă                         |
| --- | ------------------- | ------------------- | ---------------------- | -------- | -------- | ------ | ------------------------------ |
| 1   | portar              | Marina Rajčić       | 24 august 1993         | 1,78 m   | 177      | 5      | CS Măgura Cisnădie             |
| 9   | intermediar stânga  | Đurđina Jauković    | 24 februarie 1997      | 1,85 m   | 102      | 251    | CSM București                  |
| 10  | centru              | Matea Pletikosić    | 24 aprilie 1998        | 1,68 m   | 60       | 80     | RK Podravka Koprivnica         |
| 11  | pivot               | Ivana Godeč         | 11 mai 2001            | 1,77 m   | 25       | 10     | ŽRK Budućnost                  |
| 12  | portar              | Armelle Attingré    | 15 ianuarie 1989       | 1,74 m   | 10       | 1      | ŽRK Budućnost                  |
| 13  | extremă stânga      | Dijana Mugoša       | 22 octombrie 1995      | 1,69 m   | 54       | 120    | SCM Craiova                    |
| 15  | intermediar dreapta | Jelena Vukčević     | 11 decembrie 2004      | 1,78 m   | 10       | 8      | ŽRK Budućnost                  |
| 24  | intermediar dreapta | Tanja Ivanović      | 5 noiembrie 1996       | 1,82 m   | 36       | 20     | ŽRK Budućnost                  |
| 25  | intermediar dreapta | Đurđina Malović     | 5 mai 1996             | 1,82 m   | 59       | 75     | Szombathelyi KKA               |
| 34  | pivot               | Tatjana Brnović     | 9 noiembrie 1998       | 1,84 m   | 80       | 140    | RK Krim                        |
| 37  | extremă dreapta     | Nina Bulatović      | 9 decembrie 1996       | 1,72 m   | 44       | 60     | ŽRK Budućnost                  |
| 43  | portar              | Marta Batinović     | 20 aprilie 1990        | 1,84 m   | 30       | 2      | CS Măgura Cisnădie             |
| 44  | intermediar dreapta | Katarina Džaferović | 14 iulie 2002          | 1,82 m   | 15       | 5      | SCM Craiova                    |
| 55  | pivot               | Andrijana Tatar     | 10 decembrie 1995      | 1,79 m   | 18       | 6      | CS Minaur Baia Mare            |
| 90  | centru              | Milena Raičević     | 12 martie 1990         | 1,78 m   | 168      | 492    | fără echipă                    |
| 91  | extremă stânga      | Ivona Pavićević     | 21 aprilie 1996        | 1,67 m   | 96       | 135    | ŽRK Budućnost                  |
| 96  | centru              | Itana Grbić         | 1 septembrie 1996      | 1,69 m   | 103      | 229    | RK Krim                        |
| 97  | pivot               | Nikolina Vukčević   | 28 iulie 2000          | 1,80 m   | 18       | 6      | CS Gloria 2018 Bistrița-Năsăud |

### România
O echipă de 18 jucătoare a fost anunțată pe 12 noiembrie 2024.
Antrenor principal:  Florentin Pera
Antrenor secund:  Bogdan Burcea
Antrenor pentru portari:  Ildiko Barbu
| Nr. | Post                | Nume                 | Data nașterii (vârsta) | Înălțime | Selecții | Goluri | Echipă                         |
| --- | ------------------- | -------------------- | ---------------------- | -------- | -------- | ------ | ------------------------------ |
| 1   | portar              | Bianca Curmenț       | 12 iunie 1997          | 1,82 m   | 5        | 0      | CSM Corona Brașov              |
| 10  | intermediar stânga  | Ștefania Stoica      | 24 august 2003         | 1,86 m   | 6        | 14     | CS Rapid București             |
| 11  | pivot               | Mirabela Coteț       | 22 februarie 2001      | 1,77 m   | 0        | 0      | HC Dunărea Brăila              |
| 14  | intermediar stânga  | Bianca Bazaliu       | 30 iulie 1997          | 1,82 m   | 37       | 53     | CS Gloria 2018 Bistrița-Năsăud |
| 15  | pivot               | Ștefania Jipa        | 1 martie 2000          | 1,77 m   | 0        | 0      | SCM Gloria Buzău               |
| 16  | portar              | Raluca Kelemen       | 24 iunie 1998          | 1,80 m   | 0        | 0      | SCM Râmnicu Vâlcea             |
| 17  | centru              | Rebeca Necula        | 17 mai 2003            | 1,68 m   | 4        | 2      | SCM Râmnicu Vâlcea             |
| 18  | intermediar dreapta | Daria Bucur          | 11 iulie 1999          | 1,80 m   | 24       | 19     | SCM Gloria Buzău               |
| 21  | extremă stânga      | Alexandra Dindiligan | 16 februarie 1997      | 1,74 m   | 21       | 35     | CSM București                  |
| 24  | centru              | Alisia Boiciuc       | 20 iulie 2005          | 1,77 m   | 3        | 4      | CSM Corona Brașov              |
| 27  | pivot               | Lorena Ostase        | 25 iulie 1997          | 1,79 m   | 45       | 89     | CS Rapid București             |
| 30  | extremă dreapta     | Sonia Seraficeanu    | 25 iulie 1997          | 1,76 m   | 49       | 95     | CS Gloria 2018 Bistrița-Năsăud |
| 55  | extremă dreapta     | Oana Borș            | 27 noiembrie 2003      | 1,79 m   | 4        | 7      | HC Dunărea Brăila              |
| 70  | centru              | Andreea Popa         | 3 iunie 2000           | 1,77 m   | 19       | 37     | HC Dunărea Brăila              |
| 71  | intermediar dreapta | Alicia Gogîrlă       | 17 ianuarie 2003       | 1,89 m   | 9        | 11     | SCM Râmnicu Vâlcea             |
| 89  | extremă stânga      | Corina Lupei         | 12 iulie 2002          | 1,75 m   | 6        | 9      | HC Dunărea Brăila              |
| 98  | portar              | Daciana Hosu         | 16 ianuarie 1998       | 1,82 m   | 35       | 0      | CSM București                  |
| 99  | intermediar stânga  | Sorina Grozav        | 27 mai 1999            | 1,75 m   | 11       | 27     | CS Rapid București             |

### Serbia
Echipa a fost anunțată pe 21 noiembrie 2024.
Antrenor principal:  Uroš Bregar
Antrenor secund:  Dragan Markov
Antrenor pentru portari:  Branka Jovanović
| Nr. | Post                | Nume                | Data nașterii (vârsta) | Înălțime | Selecții | Goluri | Echipă                 |
| --- | ------------------- | ------------------- | ---------------------- | -------- | -------- | ------ | ---------------------- |
| 1   | portar              | Marija Simić        | 21 februarie 2000      | 1,75 m   | 13       | 0      | ŽORK Jagodina          |
| 2   | extremă stânga      | Sanja Radosavljević | 15 ianuarie 1994       | 1,71 m   | 103      | 286    | CS Măgura Cisnădie     |
| 3   | intermediar stânga  | Teodora Veličković  | 28 aprilie 2001        | 1,76 m   | 17       | 20     | RK Crvena zvezda       |
| 5   | intermediar stânga  | Emilija Lazić       | 4 august 2000          | 1,78 m   | 15       | 43     | HC Zalău               |
| 6   | centru              | Una Obrenović       | 27 decembrie 2003      | 1,72 m   | 10       | 9      | ŽRK Železničar Inđija  |
| 10  | extremă dreapta     | Nikolina Vidić      | 19 decembrie 2005      | 1,73 m   | 2        | 1      | RK Crvena zvezda       |
| 13  | extremă stânga      | Tamara Kocić        | 17 iulie 2003          | 1,79 m   | 10       | 8      | ŽRK Železničar Inđija  |
| 15  | intermediar dreapta | Anđela Janjušević   | 18 iunie 1995          | 1,81 m   | 74       | 195    | CS Rapid București     |
| 16  | portar              | Jovana Risović      | 7 octombrie 1993       | 1,71 m   | 86       | 5      | SCM Craiova            |
| 19  | intermediar stânga  | Jelena Knežević     | 25 ianuarie 1998       | 1,84 m   | 6        | 7      | MŠK Iuventa Michalovce |
| 22  | intermediar stânga  | Jovana Jovović      | 4 decembrie 2001       | 1,81 m   | 30       | 65     | Debreceni VSC          |
| 29  | extremă dreapta     | Nataša Lovrić       | 2 octombrie 2000       | 1,73 m   | 17       | 27     | CS Măgura Cisnădie     |
| 31  | pivot               | Katarina Bojičić    | 13 martie 1998         | 1,79 m   | 27       | 43     | SCM Craiova            |
| 34  | extremă dreapta     | Dunja Radević       | 25 noiembrie 2005      | 1,69 m   | 21       | 39     | ŽRK Budućnost          |
| 36  | centru              | Jovana Ristić       | 16 ianuarie 2000       | 1,74 m   | 4        | 2      | Radnički 1949          |
| 44  | intermediar dreapta | Milica Ignjatović   | 17 septembrie 2005     | 1,83 m   | 4        | 4      | RK Krim                |
| 72  | pivot               | Jelena Agbaba       | 20 iunie 1997          | 1,82 m   | 34       | 43     | RK Crvena zvezda       |
| 83  | pivot               | Marija Petrović     | 18 martie 1994         | 1,87 m   | 34       | 43     | CSM Târgu Jiu          |
| 91  | portar              | Tatjana Činku       | 10 februarie 2006      | 1,78 m   | 4        | 0      | ŽRK Železničar Inđija  |

## Grupa C

### Franța
O echipă cu 21 de jucătoare a fost anunțată pe 5 noiembrie 2024. Echipa a fost redusă la 19 jucătoare pe 20 noiembrie 2024.
Antrenor principal:  Sébastien Gardillou
Antrenor secund:  Franck Prouff
Antrenor pentru portari:  Amandine Leynaud
| Nr. | Post                | Nume                        | Data nașterii (vârsta) | Înălțime | Selecții | Goluri | Echipă                  |
| --- | ------------------- | --------------------------- | ---------------------- | -------- | -------- | ------ | ----------------------- |
| 1   | portar              | Laura Glauser               | 20 august 1993         | 1,80 m   | 134      | 2      | FTC-Rail Cargo Hungaria |
| 3   | extremă dreapta     | Alicia Toublanc             | 3 mai 1996             | 1,69 m   | 60       | 167    | SCM Râmnicu Vâlcea      |
| 4   | extremă dreapta     | Pauline Coatanea            | 6 iulie 1993           | 1,65 m   | 72       | 127    | Brest Bretagne Handball |
| 5   | intermediar stânga  | Clarisse Mairot             | 27 ianuarie 2001       | 1,70 m   | 2        | 2      | Brest Bretagne Handball |
| 6   | extremă stânga      | Chloé Valentini             | 19 aprilie 1995        | 1,65 m   | 98       | 280    | Metz Handball           |
| 8   | extremă stânga      | Coralie Lassource           | 1 septembrie 1992      | 1,67 m   | 102      | 172    | Brest Bretagne Handball |
| 10  | centru              | Grâce Zaadi                 | 7 iulie 1993           | 1,71 m   | 192      | 374    | RK Krim                 |
| 12  | portar              | Floriane André              | 30 mai 2000            | 1,84 m   | 15       | 1      | Brest Bretagne Handball |
| 20  | intermediar dreapta | Laura Flippes               | 13 decembrie 1994      | 1,71 m   | 141      | 278    | Metz Handball           |
| 21  | intermediar stânga  | Orlane Kanor                | 16 iunie 1997          | 1,74 m   | 100      | 225    | FTC-Rail Cargo Hungaria |
| 22  | centru              | Tamara Horacek              | 5 noiembrie 1995       | 1,78 m   | 97       | 193    | RK Krim                 |
| 23  | intermediar dreapta | Déborah Lassource           | 29 septembrie 1999     | 1,72 m   | 36       | 32     | Borussia Dortmund       |
| 26  | pivot               | Pauletta Foppa              | 22 decembrie 2000      | 1,77 m   | 96       | 247    | Brest Bretagne Handball |
| 27  | intermediar stânga  | Estelle Nze Minko (căpitan) | 11 august 1991         | 1,78 m   | 198      | 484    | Győri Audi ETO KC       |
| 29  | pivot               | Oriane Ondono               | 14 aprilie 1996        | 1,80 m   | 34       | 33     | Brest Bretagne Handball |
| 31  | extremă dreapta     | Lucie Granier               | 11 mai 1999            | 1,67 m   | 55       | 107    | Metz Handball           |
| 32  | pivot               | Sarah Bouktit               | 27 august 2002         | 1,79 m   | 33       | 53     | Metz Handball           |
| 34  | intermediar dreapta | Léna Grandveau              | 21 ianuarie 2003       | 1,70 m   | 34       | 49     | Metz Handball           |
| 99  | portar              | Hatadou Sako                | 21 octombrie 1995      | 1,74 m   | 28       | 0      | Győri Audi ETO KC       |

### Polonia
Echipa a fost anunțată pe 7 noiembrie.
Antrenor principal:  Arne Senstad
Antrenor secund:  Adrian Struzik
Antrenor pentru portari:  Tomasz Blaszkiewicz
| Nr. | Post                | Nume                    | Data nașterii (vârsta) | Înălțime | Selecții | Goluri | Echipă                         |
| --- | ------------------- | ----------------------- | ---------------------- | -------- | -------- | ------ | ------------------------------ |
| 4   | pivot               | Aleksandra Olek         | 31 octombrie 2000      | 1,78 m   | 14       | 30     | MKS FunFloor Lublin            |
| 8   | intermediar dreapta | Monika Kobylińska       | 9 aprilie 1995         | 1,77 m   | 110      | 387    | CSM București                  |
| 13  | pivot               | Sylwia Matuszczyk       | 11 iunie 1992          | 1,72 m   | 58       | 96     | MKS FunFloor Lublin            |
| 16  | portar              | Adrianna Płaczek        | 10 decembrie 1993      | 1,74 m   | 98       | 1      | Paris 92                       |
| 17  | extremă dreapta     | Adrianna Górna          | 22 martie 1996         | 1,71 m   | 61       | 62     | KGHM MKS Zagłębie Lubin        |
| 18  | centru              | Aleksandra Tomczyk      | 19 octombrie 1994      | 1,71 m   | 22       | 22     | MKS FunFloor Lublin            |
| 21  | portar              | Barbara Zima            | 14 ianuarie 2000       | 1,89 m   | 41       | 8      | KGHM MKS Zagłębie Lubin        |
| 22  | intermediar stânga  | Aleksandra Rosiak       | 7 iulie 1997           | 1,82 m   | 66       | 146    | MKS FunFloor Lublin            |
| 26  | portar              | Paulina Wdowiak         | 12 ianuarie 2000       | 1,75 m   | 4        | 0      | MKS FunFloor Lublin            |
| 27  | centru              | Magdalena Drażyk        | 23 februarie 1997      | 1,69 m   | 0        | 0      | KPR Kobierzyce                 |
| 31  | extremă dreapta     | Magda Balsam            | 20 septembrie 1996     | 1,72 m   | 48       | 158    | MKS FunFloor Lublin            |
| 34  | pivot               | Marlena Urbańska        | 11 ianuarie 1998       | 1,86 m   | 18       | 17     | Molde Elite                    |
| 39  | intermediar dreapta | Natalia Nosek           | 20 aprilie 1998        | 1,80 m   | 50       | 83     | CS Gloria 2018 Bistrița-Năsăud |
| 40  | extremă stânga      | Daria Michalak          | 12 decembrie 1995      | 1,71 m   | 52       | 84     | HC Dunărea Brăila              |
| 49  | centru              | Karolina Kochaniak-Sala | 5 iulie 1995           | 1,75 m   | 41       | 92     | KGHM MKS Zagłębie Lubin        |
| 78  | intermediar stânga  | Paulina Uścinowicz      | 16 octombrie 1999      | 1,83 m   | 18       | 19     | Frisch Auf Göppingen           |
| 88  | intermediar dreapta | Aleksandra Zych         | 28 iulie 1993          | 1,82 m   | 80       | 102    | EKS Start Elbląg               |
| 96  | extremă stânga      | Dagmara Nocuń           | 2 ianuarie 1996        | 1,60 m   | 56       | 100    | CS Gloria 2018 Bistrița-Năsăud |

### Portugalia
Echipa a fost anunțată pe 12 noiembrie 2024.
Antrenor principal:  José António Silva
Antrenor secund:  Serafim Borges
Antrenor pentru portari:  Tiago Sousa
| Nr. | Post                | Nume               | Data nașterii (vârsta) | Înălțime | Selecții | Goluri | Echipă                        |
| --- | ------------------- | ------------------ | ---------------------- | -------- | -------- | ------ | ----------------------------- |
| 1   | portar              | Isabel Góis        | 10 octombrie 1995      | 1,82 m   | 89       | 0      | Madeira Andebol SAD           |
| 2   | intermediar stânga  | Mariana Lopes      | 4 decembrie 1994       | 1,73 m   | 70       | 242    | Békéscsabai Előre NKSE        |
| 6   | extremă stânga      | Carolina Monteiro  | 8 octombrie 1998       | 1,69 m   | 36       | 59     | ADA de Sao Pedro do Sul       |
| 7   | pivot               | Bebiana Sabino     | 15 noiembrie 1986      | 1,74 m   | 145      | 241    | Colégio de Gaia               |
| 8   | centru              | Constança Sequeira | 17 februarie 2004      | 1,72 m   | 10       | 15     | SL Benfica                    |
| 9   | intermediar stânga  | Ana Carolina Silva | 19 septembrie 1997     | 1,75 m   | 33       | 10     | BM La Calzada Gijon           |
| 10  | portar              | Jéssica Ferreira   | 11 octombrie 1996      | 1,80 m   | 63       | 2      | Békéscsabai Előre NKSE        |
| 18  | portar              | Matilde Rosa       | 8 iulie 2005           | 1,74 m   | 12       | 0      | SL Benfica                    |
| 19  | centru              | Patrícia Lima      | 3 martie 1995          | 1,78 m   | 55       | 90     | CBF Málaga Costa del Sol      |
| 22  | pivot               | Nádia Rodrigues    | 28 martie 2001         | 1,73 m   | 15       | 22     | SL Benfica                    |
| 23  | extremă dreapta     | Patrícia Rodrigues | 7 noiembrie 1996       | 1,87 m   | 56       | 203    | SL Benfica                    |
| 25  | intermediar dreapta | Luciana Rebelo     | 25 iulie 2005          | 1,70 m   | 17       | 26     | Team Esbjerg                  |
| 27  | intermediar dreapta | Beatriz Sousa      | 27 septembrie 2001     | 1,76 m   | 33       | 103    | Toulon Métropole Var Handball |
| 36  | extremă stânga      | Marianna Costa     | 29 august 2003         | 1,76 m   | 9        | 18     | SL Benfica                    |
| 73  | intermediar stânga  | Joana Resende      | 23 martie 2001         | 1,60 m   | 28       | 67     | CBF Málaga Costa del Sol      |
| 88  | extremă dreapta     | Neide Duarte       | 16 februarie 2000      | 1,77 m   | 20       | 27     | Madeira Andebol SAD           |
| 99  | intermediar stânga  | Maria Unjanque     | 11 februarie 2003      | 1,74 m   | 17       | 51     | SL Benfica                    |

### Spania
O echipă cu 18 jucătoare a fost anunțată pe 24 noiembrie 2024.
Antrenor principal:  Ambros Martín
Antrenor secund:  José Ignacio Prades
| Nr. | Post                | Nume                   | Data nașterii (vârsta) | Înălțime | Selecții | Goluri | Echipă                         |
| --- | ------------------- | ---------------------- | ---------------------- | -------- | -------- | ------ | ------------------------------ |
| 1   | portar              | Nicole Wiggins         | 9 august 2000          | 1,78 m   | 32       | 1      | OGC Nice Côte d'Azur Handball  |
| 6   | intermediar stânga  | Carmen Campos          | 10 iulie 1995          | 1,71 m   | 77       | 172    | Borussia Dortmund              |
| 10  | pivot               | Elisabet Cesáreo       | 25 septembrie 1999     | 1,76 m   | 68       | 70     | CBF Málaga Costa del Sol       |
| 14  | extremă stânga      | Ona Vegué              | 9 iulie 1998           | 1,69 m   | 15       | 30     | HSG Blomberg-Lippe             |
| 17  | extremă stânga      | Jennifer Gutiérrez     | 20 mai 1995            | 1,69 m   | 110      | 283    | RK Krim                        |
| 19  | intermediar stânga  | Ester Somaza           | 3 iunie 2004           | 1,78 m   | 11       | 19     | KH-7 BM Granollers             |
| 27  | intermediar stânga  | Danila So Delgado      | 19 septembrie 2001     | 1,73 m   | 23       | 50     | CS Gloria 2018 Bistrița-Năsăud |
| 33  | pivot               | Kaba Gassama           | 16 august 1997         | 1,84 m   | 75       | 116    | HB Ludwigsburg                 |
| 37  | centru              | Paola Bernabé          | 11 august 2003         | 1,73 m   | 2        | 3      | CB Elche                       |
| 52  | extremă dreapta     | Paulina Pérez          | 25 ianuarie 1997       | 1,68 m   | 20       | 58     | BM Porriño                     |
| 58  | intermediar dreapta | María Prieto O'Mullony | 3 octombrie 1997       | 1,72 m   | 35       | 72     | BM Aula Cultural               |
| 62  | centru              | Paula Arcos            | 21 decembrie 2001      | 1,68 m   | 64       | 153    | Vipers Kristiansand            |
| 65  | extremă dreapta     | Anne Erauskin          | 7 noiembrie 1998       | 1,65 m   | 2        | 1      | BM Bera Bera                   |
| 67  | centru              | Elba Álvarez           | 26 mai 2001            | 1,70 m   | 7        | 14     | BM Bera Bera                   |
| 70  | centru              | Carmen Arroyo          | 3 martie 2004          | 1,80 m   | 2        | 4      | BM Bera Bera                   |
| 75  | extremă dreapta     | Paula Agulló           | 10 iunie 2005          | 1,65 m   | 2        | 1      | CB Elche                       |
| 68  | pivot               | Lyndie Tchaptchet      | 13 ianuarie 2005       | 1,85 m   | 2        | 8      | BM Bera Bera                   |
| 93  | portar              | Nicole Morales         | 5 august 1998          | 1,83 m   | 6        | 1      | CB Elche                       |

## Grupa D

### Croația
O echipă cu 18 jucătoare a fost anunțată pe 26 noiembrie 2024.
Antrenor principal:  Ivica Obrvan
Antrenor secund:  Antonio Pranjić
Antrenor pentru portari:  Mario Posarić
| Nr. | Post                | Nume                 | Data nașterii (vârsta) | Înălțime | Selecții | Goluri | Echipă                         |
| --- | ------------------- | -------------------- | ---------------------- | -------- | -------- | ------ | ------------------------------ |
| 1   | portar              | Lucija Bešen         | 29 martie 1998         | 1,82 m   | 49       | 1      | RK Podravka Koprivnica         |
| 2   | extremă dreapta     | Nikolina Kragulj     | 2 septembrie 1997      | 1,67 m   | 35       | 57     | RK Podravka Koprivnica         |
| 3   | extremă stânga      | Paula Posavec        | 26 august 1996         | 1,70 m   | 85       | 119    | ŽRK Zrinski Čakovec            |
| 4   | intermediar stânga  | Tina Barišić         | 30 octombrie 2000      | 1,85 m   | 18       | 41     | RK Podravka Koprivnica         |
| 5   | centru              | Iva Zrilić           | 1 ianuarie 2004        | 1,72 m   | 0        | 0      | RK Lokomotiva Zagreb           |
| 6   | pivot               | Sara Šenvald         | 14 martie 1996         | 1,85 m   | 31       | 26     | RK Podravka Koprivnica         |
| 8   | centru              | Stela Posavec        | 26 august 1996         | 1,68 m   | 73       | 125    | MKS FunFloor Lublin            |
| 10  | centru              | Dejana Milosavljević | 23 noiembrie 1994      | 1,73 m   | 40       | 99     | HC Dunărea Brăila              |
| 12  | portar              | Ivana Kapitanović    | 17 septembrie 1994     | 1,83 m   | 59       | 6      | CS Gloria 2018 Bistrița-Năsăud |
| 17  | pivot               | Katarina Ježić       | 19 decembrie 1992      | 1,73 m   | 115      | 246    | HC Dunărea Brăila              |
| 23  | intermediar dreapta | Katarina Pavlović    | 30 ianuarie 1995       | 1,80 m   | 25       | 82     | CS Minaur Baia Mare            |
| 26  | pivot               | Mia Brkić            | 11 mai 2003            | 1,80 m   | 14       | 14     | RK Podravka Koprivnica         |
| 35  | extremă dreapta     | Josipa Mamić         | 7 ianuarie 1996        | 1,67 m   | 24       | 39     | RK Podravka Koprivnica         |
| 38  | extremă stânga      | Katja Vuković        | 13 septembrie 2006     | 1,71 m   | 0        | 0      | RK Podravka Koprivnica         |
| 40  | intermediar stânga  | Tena Petika          | 16 iunie 2000          | 1,90 m   | 19       | 29     | OGC Nice Côte d'Azur Handball  |
| 43  | intermediar dreapta | Klara Birtić         | 28 martie 2002         | 1,81 m   | 13       | 25     | RK Podravka Koprivnica         |
| 45  | intermediar stânga  | Iva Bule             | 14 noiembrie 2004      | 1,74 m   | 0        | 0      | ŽRK Dalmatinka                 |
| 88  | intermediar stânga  | Kristina Prkačin     | 21 octombrie 1997      | 1,83 m   | 44       | 38     | RK Podravka Koprivnica         |

### Danemarca
Echipa a fost anunțată pe 5 noiembrie 2024. Pe 24 noiembrie 2024 Elma Halilcevic fost adăugată în echipă. Pe 6 decembrie 2024 Mette Tranborg fost adăugată în echipă. Pe 9 decembrie 2024 Sandra Toft a înlocuit-o pe Althea Reinhardt accidentată.
Antrenor principal:  Jesper Jensen
Antrenor secund:  Lars Jørgensen
Antrenor pentru portari:  Michael Bruun
| Nr. | Post                | Nume                       | Data nașterii (vârsta) | Înălțime | Selecții | Goluri | Echipă                        |
| --- | ------------------- | -------------------------- | ---------------------- | -------- | -------- | ------ | ----------------------------- |
| 1   | portar              | Sandra Toft                | 18 octombrie 1989      | 1,74 m   | 191      | 2      | Győri Audi ETO KC             |
| 3   | pivot               | Kaja Kamp                  | 29 aprilie 1994        | 1,72 m   | 8        | 11     | Team Esbjerg                  |
| 4   | intermediar dreapta | Helene Kindberg            | 13 ianuarie 1998       | 1,79 m   | 4        | 12     | København Håndbold            |
| 5   | pivot               | Sarah Iversen              | 10 aprilie 1990        | 1,77 m   | 101      | 166    | Ikast Håndbold                |
| 6   | centru              | Helena Elver               | 1 martie 1998          | 1,75 m   | 34       | 50     | Odense Håndbold               |
| 8   | intermediar stânga  | Anne Mette Hansen          | 25 august 1994         | 1,82 m   | 174      | 508    | Metz Handball                 |
| 12  | portar              | Anna Kristensen            | 25 octombrie 2000      | 1,83 m   | 31       | 0      | Team Esbjerg                  |
| 11  | intermediar stânga  | Line Haugsted              | 11 noiembrie 1994      | 1,80 m   | 108      | 138    | Team Esbjerg                  |
| 16  | portar              | Althea Reinhardt           | 1 septembrie 1996      | 1,80 m   | 123      | 0      | Odense Håndbold               |
| 18  | intermediar dreapta | Mette Tranborg             | 1 ianuarie 1996        | 1,92 m   | 118      | 266    | Team Esbjerg                  |
| 21  | extremă dreapta     | Andrea Aagot               | 22 mai 2000            | 1,78 m   | 42       | 55     | Odense Håndbold               |
| 23  | intermediar stânga  | Kristina Jørgensen         | 17 ianuarie 1998       | 1,87 m   | 123      | 374    | Győri Audi ETO KC             |
| 25  | extremă dreapta     | Trine Østergaard (căpitan) | 17 octombrie 1991      | 1,66 m   | 195      | 392    | CSM București                 |
| 26  | intermediar stânga  | Stine Eiberg               | 25 noiembrie 1998      | 1,83 m   | 3        | 1      | Nykøbing Falster Håndboldklub |
| 32  | intermediar stânga  | Mie Højlund                | 24 octombrie 1997      | 1,80 m   | 111      | 224    | Odense Håndbold               |
| 33  | extremă stânga      | Emma Friis                 | 31 octombrie 1999      | 1,62 m   | 70       | 213    | CSM București                 |
| 34  | pivot               | Rikke Iversen              | 18 mai 1993            | 1,78 m   | 87       | 140    | Team Esbjerg                  |
| 41  | extremă stânga      | Elma Halilcevic            | 18 iunie 2000          | 1,68 m   | 35       | 72     | Odense Håndbold               |
| 42  | intermediar stânga  | Michala Møller             | 16 februarie 2000      | 1,78 m   | 31       | 39     | Team Esbjerg                  |

### Elveția
Echipa a fost anunțată pe 11 noiembrie.
Antrenor principal:  Knut Ove Joa
Antrenor secund:  Damian Gwerder
Antrenor pentru portari:  Miloš Čučković
| Nr. | Post                | Nume            | Data nașterii (vârsta) | Înălțime | Selecții | Goluri | Echipă                       |
| --- | ------------------- | --------------- | ---------------------- | -------- | -------- | ------ | ---------------------------- |
| 1   | portar              | Lea Schüpbach   | 10 septembrie 1997     | 1,78 m   | 48       | 0      | TuS Metzingen                |
| 2   | pivot               | Chantal Wick    | 24 februarie 1994      | 1,74 m   | 55       | 40     | GC Amicitia Zürich           |
| 3   | centru              | Kerstin Kündig  | 2 iulie 1993           | 1,74 m   | 91       | 249    | Thüringer HC                 |
| 4   | centru              | Laurentia Wolff | 19 august 2003         | 1,73 m   | 15       | 2      | LC Brühl Handball            |
| 5   | pivot               | Lisa Frey       | 16 februarie 1995      | 1,74 m   | 93       | 142    | HSG Blomberg-Lippe           |
| 7   | pivot               | Tabea Schmid    | 14 august 2003         | 1,77 m   | 35       | 155    | København Håndbold           |
| 8   | extremă dreapta     | Mia Emmenegger  | 17 ianuarie 2005       | 1,61 m   | 31       | 159    | Vipers Kristiansand          |
| 10  | intermediar stânga  | Daphne Gautschi | 9 iulie 2000           | 1,71 m   | 53       | 182    | HBPC Handball Plan du Cuques |
| 12  | portar              | Manuela Brütsch | 14 februarie 1984      | 1,76 m   | 173      | 0      | LC Brühl Handball            |
| 13  | extremă stânga      | Era Baumann     | 10 aprilie 2007        | 1,69 m   | 7        | 7      | GC Amicitia Zürich           |
| 15  | intermediar stânga  | Norma Goldmann  | 6 octombrie 2003       | 1,72 m   | 19       | 15     | Kristianstad Handboll        |
| 17  | intermediar stânga  | Charlotte Kähr  | 27 iunie 2001          | 1,73 m   | 48       | 56     | Buxtehuder SV                |
| 20  | extremă stânga      | Alessia Riner   | 8 ianuarie 2004        | 1,70 m   | 35       | 83     | Neckarsulmer SU              |
| 21  | intermediar dreapta | Malin Altherr   | 14 februarie 2003      | 1,73 m   | 37       | 61     | LC Brühl Handball            |
| 22  | centru              | Nuria Bucher    | 21 martie 2005         | 1,77 m   | 20       | 54     | Spono Eagles                 |
| 32  | portar              | Seraina Kuratli | 18 aprilie 2007        | 1,79 m   | 3        | 1      | GC Amicitia Zürich           |
| 33  | pivot               | Nora Snedkerud  | 21 ianuarie 2005       | 1,82 m   | 5        | 1      | Spono Eagles                 |
| 34  | intermediar dreapta | Emma Bächtiger  | 28 mai 2004            | 1,79 m   | 19       | 24     | LK Zug                       |

### Insulele Feroe
O echipă de 18 jucătoare a fost anunțată pe 5 noiembrie.
Antrenor principal:  Claus Mogensen
Antrenor secund:  Simon Olsen
Antrenor pentru portari:  Jens Á Skipagøtu
| Nr. | Post                | Nume                            | Data nașterii (vârsta) | Înălțime | Selecții | Goluri | Echipă               |
| --- | ------------------- | ------------------------------- | ---------------------- | -------- | -------- | ------ | -------------------- |
| 1   | portar              | Annika Fríðheim Petersen        | 1 iunie 1999           | 1,79 m   | 27       | 0      | EH Aalborg           |
| 2   | intermediar stânga  | Elsa Egholm                     | 21 iunie 2003          | 1,72 m   | 18       | 21     | H71 Tórshavn         |
| 3   | intermediar stânga  | Marianna Geirsdóttir Eystberg   | 27 februarie 1998      | 1,76 m   | 22       | 76     | Hellerup IK          |
| 4   | extremă dreapta     | Brynhild Pálsdóttir             | 5 martie 2003          | 1,73 m   | 7        | 6      | H71 Tórshavn         |
| 6   | centru              | Marita Mortensen                | 24 martie 1998         | 1,75 m   | 14       | 17     | HØJ Elite            |
| 7   | pivot               | Bjarta Osberg Johansen          | 28 aprilie 1993        | 1,80 m   | 37       | 37     | Kyndil               |
| 8   | extremă stânga      | Rannvá Olsen                    | 22 ianuarie 2003       | 1,83 m   | 14       | 24     | VÍF                  |
| 10  | intermediar dreapta | Súna Krossteig Hansen           | 29 martie 2000         | 1,67 m   | 31       | 74     | Skanderborg Håndbold |
| 13  | pivot               | Brynja Høj                      | 26 februarie 1996      | 1,71 m   | 19       | 8      | Neistin              |
| 17  | intermediar stânga  | Maria Pálsdóttir Weyhe          | 5 august 2000          | 1,67 m   | 23       | 55     | HH Elite             |
| 18  | pivot               | Pernille Brandenborg            | 29 iunie 1997          | 1,83 m   | 42       | 59     | København Håndbold   |
| 22  | intermediar dreapta | Bjørk Franksdóttir Joensen      | 11 februarie 2004      | 1,69 m   | 86       | 6      | Randers Håndboldklub |
| 23  | extremă stânga      | Lív Sveinbjørnsdóttir Poulsen   | 27 decembrie 2001      | 1,73 m   | 22       | 45     | EH Aalborg           |
| 29  | pivot               | Lív Bentsdóttir Zachariasen     | 11 aprilie 2002        | 1,78 m   | 10       | 7      | H71 Tórshavn         |
| 39  | centru              | Jana Mittún                     | 24 noiembrie 2003      | 1,72 m   | 20       | 89     | Viborg HK            |
| 44  | extremă stânga      | Anna Elisabeth Halsdóttir Weyhe | 30 august 2005         | 1,66 m   | 6        | 19     | H71 Tórshavn         |
| 46  | extremă dreapta     | Lukka Arge                      | 28 iunie 2004          | 1,79 m   | 5        | 0      | H71 Tórshavn         |
| 88  | portar              | Rakul Wardum                    | 12 iunie 2002          | 1,76 m   | 20       | 0      | Ringkøbing Håndbold  |

## Grupa E

### Austria
O echipă cu 18 jucătoare a fost anunțată pe 26 noiembrie 2024.
Antrenor principal:  Monique Tijsterman
Antrenor secund:  Erwin Gierlinger
Antrenor pentru portari:  Sabine Englert
| Nr. | Post                | Nume                   | Data nașterii (vârsta) | Înălțime | Selecții | Goluri | Echipă                 |
| --- | ------------------- | ---------------------- | ---------------------- | -------- | -------- | ------ | ---------------------- |
| 1   | portar              | Lena Ivančok           | 29 martie 2001         | 1,84 m   | 48       | 3      | Sport-Union Neckarsulm |
| 3   | intermediar stânga  | Katarina Pandža        | 17 aprilie 2001        | 1,80 m   | 42       | 183    | RK Podravka Koprivnica |
| 5   | centru              | Sonja Frey             | 22 aprilie 1993        | 1,69 m   | 127      | 573    | Hypo Niederösterreich  |
| 6   | extremă stânga      | Mirela Dedić           | 15 decembrie 1991      | 1,69 m   | 91       | 151    | Hypo Niederösterreich  |
| 9   | centru              | Patrícia Kovács        | 26 mai 1996            | 1,78 m   | 91       | 322    | Hypo Niederösterreich  |
| 11  | extremă dreapta     | Fabienne Tomasini      | 14 iunie 1997          | 1,74 m   | 40       | 65     | LC Brühl               |
| 14  | intermediar dreapta | Klara Schlegel         | 7 mai 2001             | 1,82 m   | 26       | 43     | Békéscsabai Előre NKSE |
| 15  | extremă dreapta     | Claudia Wess           | 15 iunie 1995          | 1,80 m   | 94       | 93     | Hypo Niederösterreich  |
| 16  | portar              | Petra Blazek (căpitan) | 15 iunie 1987          | 1,82 m   | 237      | 4      | Hypo Niederösterreich  |
| 18  | intermediar dreapta | Kristina Dramac        | 9 ianuarie 2002        | 1,79 m   | 41       | 52     | Debreceni VSC          |
| 21  | portar              | Antonija Mamić         | 26 iunie 1995          | 1,84 m   | 25       | 1      | MKS FunFloor Lublin    |
| 22  | pivot               | Stefanie Kaiser        | 31 octombrie 1992      | 1,81 m   | 105      | 142    | Sport-Union Neckarsulm |
| 29  | intermediar stânga  | Ines Ivančok Šoltić    | 14 aprilie 1998        | 1,82 m   | 75       | 252    | Mosonmagyaróvári KC SE |
| 44  | pivot               | Nora Leitner           | 5 mai 2002             | 1,78 m   | 35       | 31     | Hypo Niederösterreich  |
| 54  | extremă stânga      | Santina Sabatnig       | 4 ianuarie 2004        | 1,74 m   | 31       | 38     | HC Rödertal            |
| 57  | pivot               | Josefine Hanfland      | 19 februarie 1996      | 1,80 m   | 68       | 174    | Thüringer HC           |
| 64  | centru              | Ana Pandža             | 24 decembrie 2003      | 1,74 m   | 33       | 38     | RK Podravka Koprivnica |
| 67  | intermediar stânga  | Johanna Reichert       | 31 decembrie 2001      | 1,78 m   | 47       | 104    | Thüringer HC           |

### Norvegia
Echipa a fost anunțată pe 5 noiembrie 2024.
Antrenor principal:  Þórir Hergeirsson
Antrenor secund:  Tonje Larsen
Antrenor pentru portari:  Mats Olsson
| Nr. | Post                | Nume                    | Data nașterii (vârsta) | Înălțime | Selecții | Goluri | Echipă              |
| --- | ------------------- | ----------------------- | ---------------------- | -------- | -------- | ------ | ------------------- |
| 5   | centru              | Anniken Obaidli         | 22 iunie 1995          | 1,68 m   | 7        | 5      | Storhamar HE        |
| 6   | pivot               | Maren Aardahl           | 2 martie 1994          | 1,83 m   | 63       | 104    | Odense Håndbold     |
| 7   | intermediar dreapta | Stine Skogrand          | 3 martie 1993          | 1,73 m   | 156      | 302    | Ikast Håndbold      |
| 12  | portar              | Silje Solberg-Østhassel | 16 iunie 1990          | 1,78 m   | 216      | 9      | Vipers Kristiansand |
| 13  | pivot               | Kari Brattset Dale      | 15 februarie 1991      | 1,84 m   | 135      | 353    | Győri Audi ETO KC   |
| 14  | intermediar stânga  | Kristine Breistøl       | 23 august 1993         | 1,91 m   | 91       | 136    | Győri Audi ETO KC   |
| 16  | portar              | Katrine Lunde           | 30 martie 1980         | 1,81 m   | 365      | 3      | Vipers Kristiansand |
| 20  | extremă dreapta     | Marit Røsberg Jacobsen  | 25 februarie 1994      | 1,65 m   | 116      | 203    | Team Esbjerg        |
| 21  | intermediar stânga  | Ingvild Bakkerud        | 9 iulie 1995           | 1,83 m   | 59       | 105    | Ikast Håndbold      |
| 23  | extremă stânga      | Camilla Herrem          | 8 octombrie 1986       | 1,67 m   | 320      | 918    | Sola HK             |
| 24  | extremă stânga      | Sanna Solberg-Isaksen   | 16 iunie 1990          | 1,78 m   | 215      | 413    | Team Esbjerg        |
| 25  | centru              | Henny Reistad (căpitan) | 9 februarie 1999       | 1,81 m   | 93       | 393    | Team Esbjerg        |
| 26  | extremă dreapta     | Emilie Hovden           | 5 aprilie 1996         | 1,63 m   | 42       | 82     | Győri Audi ETO KC   |
| 33  | intermediar stânga  | Thale Rushfeldt Deila   | 15 ianuarie 2000       | 1,78 m   | 49       | 87     | Odense Håndbold     |
| 34  | centru              | Live Rushfeldt Deila    | 15 ianuarie 2000       | 1,76 m   | 6        | 8      | Team Esbjerg        |
| 40  | portar              | Eli Marie Raasok        | 21 noiembrie 1996      | 1,76 m   | 6        | 0      | Storhamar HE        |
| 46  | pivot               | Ane Høgseth             | 15 ianuarie 2001       | 1,78 m   | 17       | 8      | Storhamar HE        |

### Slovacia
Echipa a fost anunțată pe 25 noiembrie.
Antrenor principal:  Jorge Dueñas
Antrenor secund:  Peter Pčola
Antrenor secund:  Juan Carlos Solar Aberasturi
| Nr. | Post                | Nume                | Data nașterii (vârsta) | Înălțime | Selecții | Goluri | Echipă                     |
| --- | ------------------- | ------------------- | ---------------------- | -------- | -------- | ------ | -------------------------- |
| 2   | extremă stânga      | Monika Pénzes       | 25 noiembrie 2003      | 1,68 m   | 14       | 19     | HC DAC Dunajská Streda     |
| 3   | intermediar stânga  | Alena Dvoršáková    | 29 martie 2002         | 1,79 m   | 10       | 8      | MŠK Iuventa Michalovce     |
| 9   | pivot               | Kristína Pastorková | 16 septembrie 1997     | 1,73 m   | 35       | 27     | HC DAC Dunajská Streda     |
| 11  | intermediar stânga  | Olívia Ščípová      | 21 august 2002         | 1,76 m   | 22       | 26     | HK Slovan Duslo Šaľa       |
| 14  | intermediar stânga  | Tatiana Šutranová   | 1 ianuarie 1997        | 1,80 m   | 5        | 7      | CS Măgura Cisnădie         |
| 17  | pivot               | Diana Michálková    | 15 august 2000         | 1,69 m   | 10       | 6      | UHC Stockerau              |
| 18  | extremă dreapta     | Lenka Ratvajská     | 18 septembrie 2000     | 1,69 m   | 16       | 18     | HK Slovan Duslo Šaľa       |
| 26  | extremă stânga      | Nicol Nejedlíková   | 26 august 1999         | 1,60 m   | 8        | 5      | UHC Tulln                  |
| 28  | intermediar dreapta | Barbora Lancz       | 28 iulie 2002          | 1,72 m   | 46       | 229    | Mosonmagyaróvári KC SE     |
| 29  | pivot               | Viktória Györiová   | 13 mai 2003            | 1,76 m   | 25       | 18     | Nemzeti Kézilabda Akadémia |
| 32  | portar              | Bella Oláhová       | 12 decembrie 2000      | 1,73 m   | 13       | 1      | HK Slovan Duslo Šaľa       |
| 33  | centru              | Dorota Bačenková    | 25 iunie 2004          | m        | 10       | 13     | MŠK Iuventa Michalovce     |
| 42  | intermediar dreapta | Karin Bujnochová    | 1 noiembrie 1994       | 1,80 m   | 70       | 119    | Szombathelyi KKA           |
| 61  | portar              | Iryna Yablonska     | 3 august 1991          | 1,76 m   | 4        | 1      | MŠK Iuventa Michalovce     |
| 74  | centru              | Erika Rajnohová     | 1 august 1998          | 1,73 m   | 25       | 41     | HC DAC Dunajská Streda     |
| 77  | portar              | Barbora Jakubíková  | 29 martie 2004         | 1,83 m   | 4        | 0      | MŠK Iuventa Michalovce     |
| 91  | extremă stânga      | Réka Bíziková       | 21 decembrie 1991      | 1,69 m   | 78       | 192    | Komáromi VSE               |

### Slovenia
O echipă cu 18 jucătoare a fost anunțată pe 25 noiembrie.
Antrenor principal:  Dragan Adžić
Antrenor secund:  Jan Žbogar
Antrenor pentru portari:  Aljaž Pavlič
| Nr. | Post               | Nume            | Data nașterii (vârsta) | Înălțime | Selecții | Goluri | Echipă              |
| --- | ------------------ | --------------- | ---------------------- | -------- | -------- | ------ | ------------------- |
| 3   | pivot              | Manca Jurič     | 18 ianuarie 1995       | 1,75 m   | 25       | 17     | RK Krim             |
| 4   | intermediar stânga | Erin Novak      | 7 iunie 2002           | 1,77 m   | 22       | 13     | Kisvárdai KC        |
| 5   | extremă dreapta    | Elena Erceg     | 7 iunie 2006           | 1,73 m   | 3        | 9      | RK Krim             |
| 8   | extremă stânga     | Ema Abina       | 18 februarie 1999      | 1,70 m   | 40       | 44     | RK Krim             |
| 9   | intermediar stânga | Ana Abina       | 30 iulie 1997          | 1,75 m   | 81       | 91     | RK Krim             |
| 10  | intermediar stânga | Tjaša Stanko    | 5 noiembrie 1997       | 1,73 m   | 113      | 448    | RK Krim             |
| 13  | centru             | Nuša Fegic      | 29 decembrie 1998      | 1,69 m   | 8        | 2      | ŽRK Ajdovščina      |
| 16  | portar             | Maja Vojnović   | 26 ianuarie 1998       | 1,80 m   | 81       | 9      | RK Krim             |
| 17  | pivot              | Nataša Ljepoja  | 28 ianuarie 1996       | 1,78 m   | 81       | 155    | SCM Râmnicu Vâlcea  |
| 19  | intermediar stânga | Špela Bajc      | 13 februarie 2001      | 1,78 m   | 3        | 2      | ŽRD Litija          |
| 22  | portar             | Dijana Đajić    | 3 octombrie 2004       | 1,85 m   | 3        | 0      | RK Krim             |
| 25  | intermediar stânga | Ivona Barukčić  | 2 martie 2002          | 1,77 m   | 3        | 5      | ŽRK Ajdovščina      |
| 28  | extremă stânga     | Maja Svetik     | 9 martie 1996          | 1,67 m   | 68       | 72     | BT Füchse           |
| 29  | extremă dreapta    | Živa Čopi       | 5 august 1998          | 1,63 m   | 18       | 13     | ŽRK Ajdovščina      |
| 31  | pivot              | Lana Puncer     | 31 martie 2006         | 1,81 m   | 1        | 0      | ŽRK Velenje         |
| 44  | intermediar stânga | Blažka Hauptman | 16 august 2001         | 1,73 m   | 2        | 2      | CB Atlético Guardés |
| 50  | intermediar stânga | Teja Pogorelc   | 13 ianuarie 2006       | 1,85 m   | 1        | 6      | RK Krim             |
| 71  | extremă stânga     | Ema Marković    | 17 august 2003         | 1,70 m   | 20       | 14     | ŽRK Velenje         |

## Grupa F

### Germania
O echipă cu 19 jucătoare a fost anunțată pe 6 noiembrie.
Antrenor principal:  Markus Gaugisch
Antrenor secund:  Jochen Beppler
Antrenor pentru portari:  Jasmina Rebmann-Janković
| Nr. | Post                | Nume             | Data nașterii (vârsta) | Înălțime | Selecții | Goluri | Echipă                  |
| --- | ------------------- | ---------------- | ---------------------- | -------- | -------- | ------ | ----------------------- |
| 4   | centru              | Alina Grijseels  | 12 aprilie 1996        | 1,75 m   | 95       | 313    | CSM București           |
| 8   | intermediar dreapta | Nina Engel       | 25 aprilie 2003        | 1,75 m   | 1        | 0      | HSG Bensheim-Auerbach   |
| 9   | pivot               | Lisa Antl        | 21 iunie 2000          | 1,73 m   | 58       | 81     | Borussia Dortmund       |
| 10  | centru              | Mareike Thomaier | 25 august 2000         | 1,72 m   | 29       | 30     | HB Ludwigsburg          |
| 11  | intermediar stânga  | Xenia Smits      | 22 aprilie 1994        | 1,85 m   | 127      | 306    | HB Ludwigsburg          |
| 19  | intermediar stânga  | Nieke Kühne      | 9 septembrie 2004      | 1,84 m   | 1        | 0      | HSG Blomberg-Lippe      |
| 20  | intermediar stânga  | Emily Bölk       | 26 aprilie 1998        | 1,82 m   | 122      | 371    | FTC-Rail Cargo Hungaria |
| 23  | intermediar stânga  | Annika Lott      | 7 decembrie 1999       | 1,80 m   | 35       | 61     | Brest Bretagne Handball |
| 24  | portar              | Sarah Wachter    | 16 decembrie 1999      | 1,82 m   | 34       | 1      | Borussia Dortmund       |
| 27  | intermediar dreapta | Julia Maidhof    | 13 martie 1998         | 1,76 m   | 61       | 205    | SCM Râmnicu Vâlcea      |
| 29  | extremă stânga      | Antje Döll       | 3 octombrie 1988       | 1,70 m   | 88       | 239    | HB Ludwigsburg          |
| 30  | extremă dreapta     | Jenny Behrend    | 20 ianuarie 1996       | 1,70 m   | 67       | 123    | HB Ludwigsburgc         |
| 42  | portar              | Katharina Filter | 4 februarie 1999       | 1,80 m   | 59       | 2      | Brest Bretagne Handball |
| 45  | extremă stânga      | Jolina Hühnstock | 4 mai 2001             | 1,80 m   | 1        | 1      | Buxtehuder SV           |
| 77  | intermediar dreapta | Viola Leuchter   | 15 iunie 2004          | 1,87 m   | 26       | 61     | HB Ludwigsburg          |
| 93  | pivot               | Julia Behnke     | 28 martie 1993         | 1,80 m   | 115      | 211    | TuS Metzingen           |
| N/A | extremă dreapta     | Sabrina Tröster  | 19 octombrie 2004      | 1,62 m   | 0        | 0      | TuS Metzingen           |

### Islanda
O echipă cu 18 jucătoare a fost anunțată pe 13 noiembrie.
Antrenor principal:  Arnar Pétursson
Antrenor secund:  Ágúst Þór Jóhannsson
Antrenor pentru portari:  Hlynur Morthens
| Nr. | Post                | Nume                           | Data nașterii (vârsta) | Înălțime | Selecții | Goluri | Echipă                   |
| --- | ------------------- | ------------------------------ | ---------------------- | -------- | -------- | ------ | ------------------------ |
| 1   | portar              | Elín Þorsteinsdóttir           | 30 noiembrie 1996      | 1,78 m   | 63       | 2      | Aarhus Håndbold          |
| 2   | intermediar stânga  | Berglind Þorsteinsdóttir       | 2 ianuarie 1999        | 1,80 m   | 28       | 6      | Fram                     |
| 3   | intermediar stânga  | Andrea Jacobsen                | 9 aprilie 1998         | 1,81 m   | 56       | 89     | HSG Blomberg-Lippe       |
| 4   | extremă dreapta     | Þórey Rósa Stefánsdóttir       | 14 august 1989         | 1,67 m   | 140      | 405    | Fram                     |
| 5   | intermediar dreapta | Rut Arnfjörð Jónsdóttir        | 21 iulie 1990          | 1,76 m   | 117      | 244    | Haukar                   |
| 8   | extremă stânga      | Perla Ruth Albertsdóttir       | 21 septembrie 1996     | 1,63 m   | 52       | 110    | Selfoss                  |
| 12  | portar              | Hafdís Renötudóttir            | 12 iulie 1997          | 1,93 m   | 62       | 4      | Valur                    |
| 14  | pivot               | Elísa Elíasdóttir              | 31 iulie 2004          | 1,76 m   | 17       | 16     | Valur                    |
| 15  | intermediar stânga  | Jóhanna Margrét Sigurðardóttir | 12 iunie 2002          | 1,79 m   | 19       | 11     | Kristianstad Handboll    |
| 17  | centru              | Elín Klara Þorkelsdóttir       | 14 septembrie 2004     | 1,68 m   | 16       | 45     | Haukar                   |
| 22  | centru              | Elín Rósa Magnúsdóttir         | 22 octombrie 2002      | 1,67 m   | 23       | 59     | Valur                    |
| 23  | extremă stânga      | Dana Björg Guðmundsdóttir      | 1 iunie 2002           | 1,78 m   | 2        | 3      | Volda                    |
| 24  | extremă dreapta     | Katrín Anna Ásmundsdóttir      | 4 iulie 2004           | 1,70 m   | 4        | 10     | Grótta                   |
| 25  | intermediar dreapta | Thea Imani Sturludóttir        | 21 ianuarie 1997       | 1,79 m   | 82       | 178    | Valur                    |
| 26  | intermediar stânga  | Sunna Jónsdóttir               | 26 februarie 1989      | 1,77 m   | 94       | 96     | ÍBV                      |
| 27  | extremă dreapta     | Díana Dögg Magnúsdóttir        | 19 septembrie 1997     | 1,75 m   | 56       | 74     | HSG Blomberg-Lippe       |
| 28  | extremă stânga      | Steinunn Björnsdóttir          | 10 martie 1991         | 1,71 m   | 51       | 72     | Fram                     |
| 33  | pivot               | Katrín Tinna Jensdóttir        | 31 iulie 2002          | 1,81 m   | 21       | 19     | Íþróttafélag Reykjavíkur |

### Țările de Jos
O echipă cu 18 jucătoare a fost anunțată pe 5 noiembrie 2024. Pe 26 noiembrie 2024 Laura van der Heijden a înlocuit-o pe Alieke van Maurik accidentată.
Antrenor principal:  Henrik Signell
Antrenor secund:  Ricardo Clarijs
Antrenor pentru portari:  Daniel Larsson
| Nr. | Post                | Nume                    | Data nașterii (vârsta) | Înălțime | Selecții | Goluri | Echipă                        |
| --- | ------------------- | ----------------------- | ---------------------- | -------- | -------- | ------ | ----------------------------- |
| 2   | portar              | Bianca Schanssema       | 6 ianuarie 2005        | 1,90 m   | 7        | 0      | København Håndbold            |
| 4   | intermediar dreapta | Alieke van Maurik       | 11 mai 2005            | 1,81 m   | 12       | 20     | Borussia Dortmund             |
| 6   | intermediar dreapta | Laura van der Heijden   | 27 iunie 1990          | 1,73 m   | 289      | 863    | Chambray Touraine Handball    |
| 8   | intermediar stânga  | Lois Abbingh (căpitan)  | 13 august 1992         | 1,78 m   | 216      | 902    | Vipers Kristiansand           |
| 9   | centru              | Larissa Nüsser          | 8 februarie 2000       | 1,75 m   | 84       | 145    | Vipers Kristiansand           |
| 10  | intermediar stânga  | Isa Ternede             | 26 ianuarie 2001       | 1,68 m   | 3        | 7      | Buxtehuder SV                 |
| 12  | extremă stânga      | Bo van Wetering         | 5 octombrie 1999       | 1,71 m   | 99       | 335    | Győri Audi ETO KC             |
| 14  | intermediar stânga  | Judith van der Helm     | 13 ianuarie 2005       | 1,82 m   | 16       | 4      | OTTO Work Force/VOC Amsterdam |
| 16  | pivot               | Tamara Haggerty         | 29 aprilie 1996        | 1,78 m   | 43       | 36     | Debreceni VSC                 |
| 17  | intermediar stânga  | Kim Molenaar            | 28 aprilie 2002        | 1,78 m   | 39       | 27     | København Håndbold            |
| 19  | pivot               | Merel Freriks           | 6 ianuarie 1998        | 1,75 m   | 86       | 145    | Vipers Kristiansand           |
| 20  | centru              | Inger Smits             | 17 septembrie 1994     | 1,79 m   | 104      | 178    | CSM București                 |
| 22  | extremă stânga      | Zoë Sprengers           | 19 ianuarie 2000       | 1,63 m   | 55       | 102    | Nykøbing Falster Håndboldklub |
| 24  | pivot               | Romee Maarschalkerweerd | 24 septembrie 2004     | 1,78 m   | 6        | 12     | HH Elite                      |
| 26  | extremă dreapta     | Angela Malestein        | 31 ianuarie 1993       | 1,73 m   | 219      | 687    | FTC-Rail Cargo Hungaria       |
| 29  | extremă dreapta     | Sarah Dekker            | 8 martie 2001          | 1,73 m   | 5        | 6      | HSG Bensheim/Auerbach         |
| 30  | portar              | Rinka Duijndam          | 6 august 1997          | 1,78 m   | 96       | 2      | CS Rapid București            |
| 38  | portar              | Yara ten Holte          | 23 noiembrie 1999      | 1,75 m   | 63       | 4      | Odense Håndbold               |
| 48  | intermediar dreapta | Dione Housheer          | 26 septembrie 1999     | 1,80 m   | 98       | 310    | Győri Audi ETO KC             |

### Ucraina
Echipa a fost anunțată pe 28 noiembrie 2024.
Antrenor principal:  Boris Hîjov
Antrenor secund:  Olga Perederii
| Nr. | Post                | Nume               | Data nașterii (vârsta) | Înălțime | Selecții | Goluri | Echipă                 |
| --- | ------------------- | ------------------ | ---------------------- | -------- | -------- | ------ | ---------------------- |
| 1   | portar              | Iudit Baloh        | 7 august 1995          | 1,77 m   | 29       | 0      | Vasas SC               |
| 2   | centru              | Liubov Rosoha      | 21 martie 2006         | 1,70 m   | 0        | 0      | Hajdúnánás SK          |
| 8   | intermediar stânga  | Karina Soskîda     | 9 octombrie 2005       | 1,79 m   | 10       | 19     | MŠK Iuventa Michalovce |
| 9   | intermediar stânga  | Vanessa Lakatoș    | 8 iunie 2006           | 1,82 m   | 2        | 7      | HC Galiceanka          |
| 10  | pivot               | Irina Prokopiak    | 11 iunie 2003          | 1,78 m   | 10       | 19     | HC Galiceanka          |
| 14  | extremă stânga      | Olga Makarenko     | 28 ianuarie 2001       | 1,70 m   | 0        | 0      | HC Spartak Kiev        |
| 16  | portar              | Viktoria Saltaniuk | 8 octombrie 2000       | 1,78 m   | 22       | 0      | KPR Kobierzyce         |
| 17  | pivot               | Andriana Naumenko  | 12 decembrie 1998      | 1,75 m   | 11       | 17     | HC Zalău               |
| 19  | extremă dreapta     | Tamara Smbatian    | 19 martie 1995         | 1,77 m   | 32       | 76     | Alba Fehérvár KC       |
| 22  | extremă dreapta     | Katerina Kozak     | 6 decembrie 2002       | 1,82 m   | 8        | 6      | HC Galiceanka          |
| 24  | centru              | Sofia Bezrukova    | 6 noiembrie 1999       | 1,76 m   | 0        | 0      | Házená Kynžvart        |
| 30  | extremă stânga      | Anastasia Tkaci    | 15 iunie 2004          | 1,76 m   | 0        | 0      | HC Galiceanka          |
| 33  | intermediar stânga  | Irina Kompanieț    | 21 noiembrie 1993      | 1,80 m   | 29       | 48     | MŠK Iuventa Michalovce |
| 37  | intermediar stânga  | Valeria Nesterenko | 31 decembrie 2004      | 1,80 m   | 4        | 11     | HC Karpatî Ujhorod     |
| 34  | pivot               | Karina Kolodiuk    | 19 aprilie 2001        | 1,80 m   | 7        | 13     | HC Karpatî Ujhorod     |
| 69  | portar              | Maria Poliak       | 1 ianuarie 2004        | 1,73 m   | 0        | 0      | HC Galiceanka          |
| 77  | pivot               | Lilia Gorilska     | 26 februarie 1988      | 1,87 m   | 28       | 62     | Budaörs Handball       |
| 81  | intermediar dreapta | Neteli Minissalie  | 5 aprilie 2001         | 1,80 m   | 0        | 0      | HC Spartak Kiev        |